# Dardo Caballero
Dardo Fernando Caballero Ferrari (n. Montevideo, Uruguay; 9 de marzo de 1981) es un futbolista uruguayo. Actualmente se desempeña profesionalmente como defensa en el Córdoba Club de Fútbol de la Segunda División de España.

## Trayectoria
El zaguero ha desarrollado casi toda su carrera en equipos de su país natal. El Huracán Buceo fue su club de formación, pero también ha jugado en Rocha, Rentistas y River Plate. En 2008 jugó cedido en el Hødd noruego.

## Clubes[2]
| Club              | País    | Año         |
| ----------------- | ------- | ----------- |
| Rocha             | Uruguay | 2003        |
| Huracán Buceo     | Uruguay | 2003 - 2004 |
| Rocha             | Uruguay | 2004        |
| Rentistas         | Uruguay | 2005        |
| River Plate (URU) | Uruguay | 2006        |
| IL Hødd           | Noruega | 2008        |
| Huracán Buceo     | Uruguay | 2008 - 2009 |
| Córdoba           | España  | 2009 - 2010 |